# Кастро, Карлос
Ка́рлос Эдуа́рдо Ка́стро Мо́ра (исп. Carlos Eduardo Castro Mora; род. 1978) — коста-риканский футболист, защитник. Выступал за сборную Коста-Рики, участник ЧМ-2002.

## Клубная карьера
Начал футбольную карьеру в 1997 году, выступая за коста-риканский «Алахуэленсе», в котором его обвиняли в злоупотреблении алкоголем, что сам футболист отрицал. Через 5 лет Карлос перешёл российский клуб «Рубин» из Казани. Кастро выступал за этот клуб полтора сезона. В 2004 года вернулся обратно в «Алахуэленсе» и сыграл за клуб 2,5 сезона. В январе 2007 на правах свободного агента  перешёл в клуб первого дивизиона Норвегии  — «Хёугесунн» из одноимённого города, но по семейным проблемам вскоре покинул Норвегию. С 2008 года вновь выступал за «Алахуэленсе».

## Сборная
Дебютировал за сборную Коста-Рики в 2000 году в матче против сборной Парагвая. Принимал участие на МЧМ-1997 и ЧМ-2002. На чемпионате мира 2002 года в Японии и Кореи провёл все три матча за сборную на групповом этапе. Всего провёл за сборную 48 матчей и забил один гол.

## Достижения
- Чемпион Коста-Рики (5): 1999/00, 2000/01, 2001/02, 2002/03, 2004/05
- Копа УНКАФ (2): 2002, 2005
- Бронзовый призёр Чемпионата России (1): 2003